# Mel Renfro
Melvin Lacy «Mel» Renfro (30 de diciembre de 1941 en Houston, Texas) es un defensive back de fútbol americano retirado que jugó en la National Football League los catorce años de su carrera con los Dallas Cowboys.

## Preparatoria
Mel Renfro asistió a la preparatoria Jefferson en Portland, Oregón. Es considerado uno de sus graduados notables, junto con Terry Baker, Aaron Miles, Ime Udoka y Pete Ward.

## Carrera universitaria
Renfro asistió a la Universidad de Oregón, donde se destacó en el atletismo y en dos posiciones de fútbol americano, llegando a ser defensive back y halfback All-American. En sus tres temporadas con los Ducks, Renfro corrió para 1532 yardas y anotó 141 puntos.

### Fútbol americano
Uno de los mejores partidos de Renfro a nivel universitario se llevó a cabo contra la Universidad Rice en Houston en 1962. Renfro brilló tanto en la ofensiva como en la defensiva, comandando a los Ducks a una victoria, 31-12. El Rice Stadium había sido un inmueble que aceptaba únicamente gente de piel blanca antes de la visita de los Ducks, pero los oficiales de la universidad le permitieron a la familia de Renfro entrar y sentarse en una sección especial del estadio cerca de la yarda 35. De acuerdo con un reporte contemporáneo del periódico The Register-Guard de Eugene, Oregón, cuando Renfro se retiró, el público presente le ofreció una fuerte y calurosa ovación. Un escritor deportivo de Oregón le preguntó a un homólogo de Houston en la cabina de prensa si una persona afroamericana había recibido alguna vez semejante ovación por parte de un público predominantemente blanco. El tejano respondió de forma entusiasta, «¡Nunca hemos visto a un jugador así de bueno!». La mañana posterior al partido, un periódico de Houston se refirió al partido con un titular donde alababan a Renfro.
En 1986, Renfro ingresó al Salón de la Fama del Fútbol Americano Universitario, y es miembro del The Pigskin Club of Washington D. C.

### Atletismo
Como estrella de atletismo para el entrenador Bill Bowerman, Renfro formó parte de un equipo de relevo que estableció el récord mundial de 440 yardas en 1962, con un tiempo de 40,0 segundos. Sus compañeros de equipo eran Jerry Tarr, Mike Gaechter y Harry Jerome.

## Carrera profesional
Renfro fue seleccionado por los Cowboys en la segunda ronda del Draft de la NFL de 1964. Inicialmente ocupó la posición de safety, pero fue cambiado a cornerback en su quinta temporada. El veloz Renfro (recorría 40 yardas en 4,65 segundos) se convirtió en una amenaza excepcional para los receptores. Lideró a la NFL con 10 intercepciones en 1969. Renfro fue elegido al Pro Bowl en cada una de sus primeras diez temporadas en la liga, incluyendo cinco selecciones All-Pro en 1964, 1965,1969, 1971 y 1973. También era significativamente peligroso en equipos especiales, encargándose de regresar los punts y kickoffs además de ser jugador defensivo, liderando la liga en yardas por regresos de punts y kickoffs en 1964.
En sus catorce temporadas, Renfro interceptó 52 pases, regresándolos para 626 yardas y 3 touchdowns. También regresó 109 punts para 842 yardas y 1 touchdown, 85 kickoffs para 2246 yardas y 2 touchdowns, además de contabilizar 13 fumbles recuperados, los cuales regresó para 44 yardas. En el juego de campeonato de la NFC de 1970, Renfro tuvo una intercepción clave que culminó en el touchdown con el que los Cowboys ganaron el partido sobre los San Francisco 49ers y llegaron al Super Bowl V, donde perdieron contra los Baltimore Colts. Más tarde jugaría en los Super Bowls VI, X y XII, retirándose después de este último, una victoria de los Cowboys sobre los Denver Broncos.
Renfro fue incluido en el Ring of Honor, entonces en el Texas Stadium, en 1981, e ingresó al Salón de la Fama del Fútbol Americano Profesional en 1996.